# Leucobrephos mongolicum
Leucobrephos mongolicum är en fjärilsart som beskrevs av András Vojnits 1977. Leucobrephos mongolicum ingår i släktet Leucobrephos och familjen mätare. Inga underarter finns listade i Catalogue of Life.